# Моханад Джеаз
Моханад Абдулкадим Кадим аль-Джебур Джеаз (араб. مهند عبدالكاظم قاسم الجبر / швед. Mohanad Abdulkadhim Qasim Al Jebur Jeahze; нар. 10 квітня 1997, Лінчепінг, Швеція) — іракський та шведcький футболіст, лівий захисник американського клубу «Ді Сі Юнайтед». Народився у Швеції, але на міжнародному рівні предтавляє національну збірну Іраку.

## Ранні роки
Народився та виріс у Лінчепінгу. Моханад розпочав займатия футболом у місцевому дитячому клубі «Карле», у тій самій віковій групі, що й інший професіональний футболіст Сімон Ульссон. У підлітковому віці перебравя до «Естрії Ламбохув», який згодом реформували в АФК «Лінчепінг», перш ніж опинився в складі академії клубу вищого дивзіону чемпіонату Швеції «Норрчепінг».

## Клубна кар'єра

### «Норрчепінг»
20 червня 2016 року підписав контракт з першою командою «Норрчепінга». Проте сезон 2016 та 2017 років провів в оренді у фарм-клубі «Норрчепінга», у «Сильвії» з Дивізону 1 (третій дивізіон чемпіонату Швеції), за який загалом зіграв 41 матч.
У 2017 році виступав в оренді за «Дегерфорс» з Супереттану, у другому дивізіоні національного чемпіонату, за який зіграв за клуб 11 матчів протягом першої половини сезону. У літнє трансферне вікно відправлений в оренду до ФК «Сиріанска» з Суперттану, але отримав травму в дебютному матчі за клуб, через що вибув до кінця року.

### «Броммапойкарна»
19 грудня 2017 року перейшов до новачка Аллсвенкану, «Броммапойкарни», з яким підписав контракт на чотири роки. Зіграв десять матчів протягом сезону, але не зміг допомогти своїй новій команді уникнути пониженню в класі, оскільки «Броммапойкарна» посіла 14 місце в турнірній таблиці й вилетіла до нижчого дивізіону після поразки від «АФК Ескільстуна» в плей-оф на вибування. Наприкінці вище вказаного року покинув клуб за обопільною згодою сторін.

### «М'єльбю»
9 січня 2019 року підписав дворічну угоду з представником Супереттану «М'єльбю». Граючи на позиції лівого флангового захисника, зробив прорив у власній кар'єрі протягом вище вказаного сезону, зіграв 27 матчів та відзначився трьома голами, а його клуб виграв другий дивізіон.
У 2020 році пропустив початок сезону в Аллсвенкані через травму, але потім повернувся на поле та зіграв у стартовому складі у 12-ти матчах поспіль.

### «Гаммарбю»
25 серпня 2020 року перейшов до «Гаммарбю» за нерозкриту суму відступних, з яким підписавши контракт на три з половиною роки. 30 травня 2021 року Моханад разом із «Гаммарбю» виграв кубок Швеції 2020/21, перемігши у серії післяматчевих пенальті з рахунком 5:4 (0:0 після основного часу) у фіналі «Геккен». Взяв участь у всіх шести поєдинках, коли команда дійшла до раунду плей-оф Ліги конференцій Європи УЄФА 2021/22, допоміг вибити «Марибор» (4:1 з загальним рахунком) та «Чукарички» (6:4, в якому відзначився голом), але був вибитий «Базелем» (4:4 за сумою двох матчів) за підсумками серії післяматчевих пенальті.
Взяв участь у фіналі кубку Швеції 2021/22, в якому «Гаммарбю» поступився з рахунком 4:5 у серії післяматчевих пенальті (після того, як матч завершився внічию 0:0) проти «Мальме». У травні 2022 року Джеаза пов'язували з трансфером у клуб шотландського Прем'єршипу «Селтік», але угода врешті зірвалася. 27 липня 2022 року «Гаммарбю» оголосив, що Моханад призупиняє тренування з клубом на невизначений термін через триваючі переговори про трансфер. Рішення клубу було прийнято після того, як Моханад викликав суперечки через те, що, як повідомляється, відмовився брати участь у матчі Аллсвенскана проти «Варбергс БоІС» після відхилення заявки від клубу турецької Суперліги «Бешикташа». Приблизно через тиждень, 3 серпня, Моханад повернувся до тренувань з «Гаммарбю» після того, як вибачився перед клубом. Завершив сезон 2022 року, провівши 26 матчів у чемпіонаті, відзначився трьома голами, а команда посіла 3-тє місце в таблиці Аллсвенскана.

### «Ді Сі Юнайтед»
7 грудня 2022 року клуб Major League Soccer «Ді Сі Юнайтед» оголосив, що підписав трирічну угоду з Джеазом з опцією продовження ще на один рік. Моханад був підписаний з цільовим виділенням грошей за нерозголошену плату, хоча звіти припускали, що вона була встановлена на рівні приблизно 7-10 мільйонів шведських крон.

## Кар'єра в збірній
Незважаючи на те, що Джеазе народився у Швеції та грав у юнацькій збірній Швеції, сім’я Моханада походить із Самави, Ірак, і він присягнув на вірність Іраку у 2020 році. Роком пізніше, у 2021 році, повідомлялося, що Джеаз все ще не визначився, яку країну представляти на міжнародному рівні, якщо його викличуть.
11 листопада 2021 року офіційно дебютував за Ірак у нічийному (1:1) матчі кваліфікації чемпіонату світу 2022 проти Сирії.

## Статистика виступів

### Клубна
Станом на 6 листопада 2022
| Клуб                 | Сезон          | Ліга           | Ліга  | Ліга | Кубок Швеції | Кубок Швеції | Континентальні | Континентальні | Загалом | Загалом |
| Клуб                 | Сезон          | Дивізіон       | Матчі | Голи | Матчі        | Голи         | Матчі          | Голи           | Матчі   | Голи    |
| -------------------- | -------------- | -------------- | ----- | ---- | ------------ | ------------ | -------------- | -------------- | ------- | ------- |
| «Норрчепінг»         | 2015           | Аллсвенскан    | 0     | 0    | 0            | 0            | —              | —              | 0       | 0       |
| «Сильвія» (оренда)   | 2015           | Еттан          | 21    | 0    | 2            | 0            | —              | —              | 23      | 0       |
| «Сильвія» (оренда)   | 2016           | Еттан          | 21    | 1    | 0            | 0            | —              | —              | 21      | 1       |
| «Сильвія» (оренда)   | Загалом        | Загалом        | 42    | 1    | 2            | 0            | —              | —              | 44      | 1       |
| «Дегерфорс» (оренда) | 2017           | Супереттан     | 11    | 0    | 1            | 0            | —              | —              | 12      | 0       |
| «Сиріанска» (оренда) | 2017           | Супереттан     | 1     | 0    | 0            | 0            | —              | —              | 1       | 0       |
| «Броммапойкарна»     | 2018           | Аллсвенскан    | 10    | 0    | 2            | 0            | —              | —              | 12      | 0       |
| «М'єльбю»            | 2019           | Супереттан     | 27    | 3    | 1            | 1            | —              | —              | 28      | 4       |
| «М'єльбю»            | 2020           | Аллсвенскан    | 12    | 0    | 3            | 0            | —              | —              | 15      | 0       |
| «М'єльбю»            | Загалом        | Загалом        | 39    | 3    | 4            | 1            | —              | —              | 43      | 4       |
| «Гаммарбю»           | 2020           | Аллсвенскан    | 8     | 0    | 0            | 0            | 2              | 0              | 10      | 0       |
| «Гаммарбю»           | 2021           | Аллсвенскан    | 27    | 1    | 6            | 0            | 6              | 1              | 39      | 2       |
| «Гаммарбю»           | 2022           | Аллсвенскан    | 26    | 3    | 7            | 0            | —              | —              | 33      | 3       |
| «Гаммарбю»           | Загалом        | Загалом        | 61    | 4    | 13           | 0            | 8              | 1              | 82      | 5       |
| Усього за клуб       | Усього за клуб | Усього за клуб | 164   | 8    | 22           | 1            | 8              | 1              | 194     | 10      |

1. ↑  Матчі в Лізі Європи УЄФА
2. ↑  Матчі в Лізі конференцій УЄФА

## Досягнення
«М'єльбю»
- Супереттан
  -  Чемпіон (1): 2019

«Гаммарбю»
- Кубок Швеції
  -  Володар (1): 2020/21